# Батуринський 175-й піхотний полк
175-й піхотний Батуринський полк — військова частина піхоти Російської армії. Полк брав участь у Першій світовій війні.

## Участь полку у Першій світовій війні
До початку Першої світової війни Батуринський полк перебував у складі Київського військового округу. З липня 1914 року він разом з дивізією і корпусом включений до 3-ї армії Північно-Західного фронту. Бойові дії полк разом з армією вів у Польщі, на річці Сан, після Горлицького прориву німецько-австрійських військ 1915 року — на заході сучасної Білорусі.
Полк брав участь у Наревській операції 10-20 липня 1915 року.
Восени 1916 року полки 44-ї піхотної дивізії займали оборонні позиції в Ікскюльскому укріпленому районі на березі річки Західна Двіна, де 25-го вересня були атаковані німцями газом; після цього наказом по 44-й піхотній дивізії № 409/203 від 28 вересня 1916 р на додаток до червоних ракет сигналістам для оповіщення про газову атаку, командирові 175-го піхотного полку наказувалося «негайно купити і поставити на предмостовій позиції три дзвони (по одному за правим флангом, центром і лівим флангом)».
175-й Батуринський полк брав участь у таких бойових операціях: 
Польський мішок (втрата Польщі) 15.07.1915 — 02.09.1915 рр.;
Облога Перемишля 17.09.1914 — 11.10.1914 рр.; 
1-й наступ австро-німецьких військ 02.05.1915 — 23.05.1915 рр.; 
2-й наступ австро-німецьких військ 15.06.1915 — 22.06.1915 рр.;
Взяття російськими військами Львова (у складі операції: Галицька операція) 03.09.1914 — 03.09.1914 рр.;
Зустрічний бій 3-ї російської та 3-ї австро-угорської армій на річці Золота Липа (у складі операції: Галицька операція) 26.08.1914 — 28.08.1914 рр.; 
Галич-Львівська операція (у складі операції: Галицька операція) 01.09.1914 — 15.09.1914 рр.;
Горлицький прорив і початок відступу російських військ 02.05.1915 — 22.06.1915 рр.;
Мітавська операція 23.01.1917 — 10.02.1917 рр.

## Герої війни
Героями Першої світової війни стали офіцери Лев Петрович Гармашев, Олександр Опанасович Левандовський, Іван Миколайович Вольський, прапорщик Петро Іванович Жуков. Перші двоє були відзначені Георгіївською зброєю, Вольський — орденом св. Георгія 4-го ст., а Жуков став повним Георгіївським кавалером.

## Знамено
Полк використовував прапор 66-го резервного батальйону, дароване 31 березня 1880 року (прапор зразка 1880 року, зі світло-синіми медальйонами і золотим шиттям). Прапор мав армійське навершя зразку 1857 року і чорне древко.

## Полкова церква

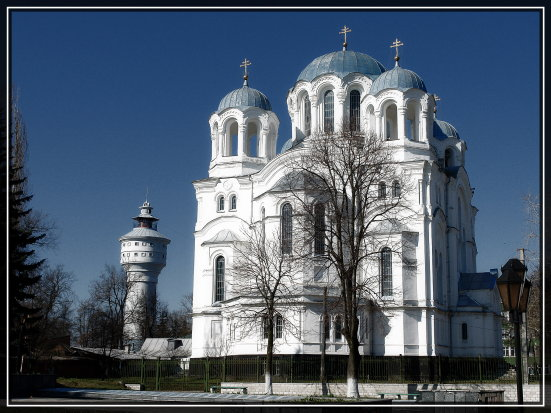
Трьоханастасіївська церква у місті Глухові

Церква 175-го піхотного Батуринського полку в честь Св. Миколая Чудотворця. Полкове свято 6 (19) грудня. Похідна (при полку) церква існувала з 1892 року. Церква супроводжувала полк в Російсько-японську війну 1905 року. Будинки церковний полк не мав, у 1913—1914 роках для задоволення релігійних потреб військових чинів користувався церквою почесного громадянина міста Глухова М. А. Терещенко. За штатом при полковій церкви один священник.

## Архів полку
Документи Батуринського полку з 1918 року зберігались у Військово-історичному архіві РРФСР в Петрограді (пізніше — філія ЦДВІА СРСР в Ленінграді). [Архівовано 9 листопада 2021 у Wayback Machine.] 1955 року філія ЦГВІА була ліквідована, і документи з нього до 1958 р зосередилися в Москві.

## Командувачі
188-й піхотний резервний Батуринський полк
- 01.12.1892 - 01.01.1898 рр. – полковник Редігер Микола Федорович

175-й піхотний Батуринський полк
- 01.01. - 04.02.1898 рр. – полковник Редігер Микола Федорович;
- 04.02.1898 - 14.05.1901 рр. - полковник Іванов Михайло Микитович;
- 05.06.1901 - 10.05.1904 рр. - полковник Рещіков Микола Петрович;
- 10.05.1904 - 08.04.1909 рр. - полковник Бояровський Адам Адамович;
- 23.04.1909 - 14.07.1910 рр. - полковник Тішін Сергій Сергійович;
- 07.08.1910 - 10.11.1911 рр. - полковник Герцик Микола Антонович;
- 16.11.1911 - 28.10.1914 рр. - полковник фон Коцебу Павло Арістович. За відзанки у 175-му піхотному Батуринському полку нагороджений орденом Св. Георгія 4-й ст. – (ВП 25.04.1916);
- на 24.11.1914 р. - полковник Амбразанцев-Нечаєв Іван Олексійович;
- 20.12.1914 - ?.?.1916 рр. - полковник Нечволодов Михайло Дмитрович;
- 21.01. - 1916 р. - полковник Холін Петро Іванович;
- ?.?. 1916 - 04.03.1918 рр. - підполковник Трутенко Валентин Максимович.

## Військові поховання
В Латвії:
- Селище Варкава (Vārkava), Упмальський повіт, Прейльський край. Братська могила на території католицького цвинтаря. Кількість та імена похованих військовиків 173-го Каменецького та 175-го Батуринського піхотних полків невідомі.
- Селище Віцлани (Vilcāni), Упмальский повіт, Прейльський край. Військова братська могила. Кількість військовиків 175-го Батуринського полку та 14-го саперного батальйону невідомі.
- Селище Діманти (Dimanti), Ерсикський повіт, Ліванський край. Братська могила. Кількість та імена похованих військовиків 175-го Батуринського полку  невідомі.
- Військова братська могила поблизу селища Пікалне (Pikalne) Саласпілського краю. На братському кладовищі поховані 1547 військовиків, серед них 1542 бійців 173-го Кам'янецького, 174-го Роменського, 175-го Батуринського та 176-го Переволочинського піхотних полків, померлих у вересні-листопаді 1916 року від ран та отруєнь, отриманих під час німецьких хімічних атак. Імена їхні невідомі. Стан кладовища та могил на червень 2007 року поганий.[3]